# Дон Жуан у світовому контексті
«Дон Жуа́н у світово́му конте́ксті» — книга, видана 2002 року в Києві видавництвом «Факт» у серії «Текст + контекст». Упорядниця — доктор філологічних наук Віра Агеєва.

## Зміст видання
У книзі зібрано декілька версій легенди про спокусника, бунтаря та вільнодумця Дон Жуана. Жан Батіст Мольєр («Дон Жуан, або Камінний гість»), Леся Українка («Камінний господар»), Джордж Гордон Байрон («Дон Жуан»), Іван Франко («Похорон») та Юрій Косач («Останнє втілення командора») по-різному окреслюють знакову постать європейської культури.
Друкуються також статті українських літературознавців, що аналізують особливості інтерпретації донжуанівського мотиву в різних класичних текстах.